# Xã Limestone, Quận Peoria, Illinois
Xã Limestone (tiếng Anh: Limestone Township) là một xã thuộc quận Peoria, tiểu bang Illinois, Hoa Kỳ. Năm 2010, dân số của xã này là 19.705 người.